# Zając czarnoszyi
Zając czarnoszyi (Lepus nigricollis) – gatunek ssaka z rodziny zającowatych (Lepidae), występujący na subkontynencie indyjskim i Sri Lance.

## Taksonomia
W 1823 roku francuski zoolog Frédéric Cuvier po raz pierwszy opisał zająca czarnoszyjego, nadając mu nazwę Lepus nigricollis, w 26. tomie pracy naukowej „Dictionnaire des sciences naturelles”. Radziecki teriolog Aleksiej Guriejew w 1964 roku umieścił gatunek w podrodzaju Indolagus. Wyróżnia się trzynaście podgatunków. Angielski wojskowy i przyrodnik Robert Christopher Tytler w 1854 roku w Dhace opisał podgatunek tytleri jako osobny takson. Holenderski zoolog Coenraad Jacob Temminck w 1850 roku był zdania, że szczątki gatunku Lepus melanauchen na Jawie to osobny takson, który potem został uznany za synonim zająca czarnoszyjego.

## Morfologia
Długość ciała (bez ogona) 330–530 mm, długość ogona 64 mm, długość ucha 100–120 mm, długość tylnej stopy 85–115 mm; masa ciała 1,8–3,6 kg.
Zając czarnoszyi jest średniej wielkości zającem, którego rozmiar się zwiększa w południowych partiach jego zasięgu. Jego futro jest na ogół rudobrązowego koloru. Górna część ciała waha się od żółtobrązowego do czerwonobrązowego i na grzbiecie ma dużą domieszkę czerni. Pośladki są mniej czernione niż środek grzbietu i przeważa na nich zwykłe ubarwienie grzbietowe sierści, choć nieco bledsze. Wokół oczu, brzegów ust i nozdrzy znajduje się jasne obramowanie. Brzuszna część ciała jest biała. Górne krawędzie uszu są czarne, gdy ogólny odcień futra z przodu jest podobny do odcienia głowy, podczas gdy z tyłu i wewnątrz są prawie nagie. Ogon biały na dole i po bokach, z kolei kolor u góry jest zmienny, w zależności od podgatunku waha się od czarnego do szaro-brązowego. Podgatunek nominatywny L. n. nigricollis charakteryzuje ciemnobrązowa lub czarna plama na tyle szyi oraz czarna górna powierzchnia ogona, u północnego podgatunku ruficaudatus części te są, odpowiednio, szare i brązowe.

## Zasięg występowania
Obszar występowania zająca czarnoszyjego rozciąga się na Indie i obszary sąsiednie, w tym na Sri Lankę, a także został wprowadzony na różne wyspy na Oceanie Indyjskim. Gatunek ten został introdukowany na Madagaskarze, Komorach, Andamanach, w zachodniej Nowej Gwinei, Papui-Nowej Gwinei, na Seszelach, Majotcie, Mauritiusie i Reunionie. W 1890 roku holendersko-niemiecki zoolog Max Carl Wilhelm Weber, ze względu na podobieństwa szczątków taksonu Lepus melanauchen na Jawie, wyraził powszechną wówczas opinię, iż w rzeczywistości to zając czarnoszyi został introdukowany na Jawę z subkontynentu indyjskiego.

## Ekologia

### Siedlisko
Występują zazwyczaj na obszarach, gdzie duże połacie buszu i dżungli przeplatają się z polami uprawnymi. Są również powszechnie spotykane w przybrzeżnych uprawach ziołowych. Preferowanymi siedliska przez zająca czarnoszyjego są obszary pagórkowate, szczególnie zagłębienia u podnóża wzgórz.

### Tryb życia
Zając czarnoszyi prowadzi zwykle nocny tryb życia, chyba że jest niepokojony i często można go zobaczyć nocą w reflektorach pojazdów. W ciągu dnia wykorzystuje szereg form jako schronienie w niskich krzewach, wysokiej trawie, głożynach lub młodych palmach. Żywi się głównie roślinami wieloletnimi i trawami. Zwierzęta odpoczywają w zagłębieniach pod krzakami i innych kryjówkach, przy czym każdy osobnik korzysta z kilku grzęd. Na pustyni Thar w Sindh zające spędzają dzień w krzakach i wychodzą nocą. Tutaj żywią się prosem, kaparami, klekotnicą i głożyną. Na obszarach deszczowych trawy stanowią ponad 70% diety zajęcy czarnoszyich w Sri Lance, oprócz traw i młodych liści, jako pożywienie zidentyfikowano także słodkie ziemniaki i sałatę z ogrodów, a analizy kału na wyspie Cousin ujawniły obecność w diecie Achyrantes aspera i Ficus reflexa.

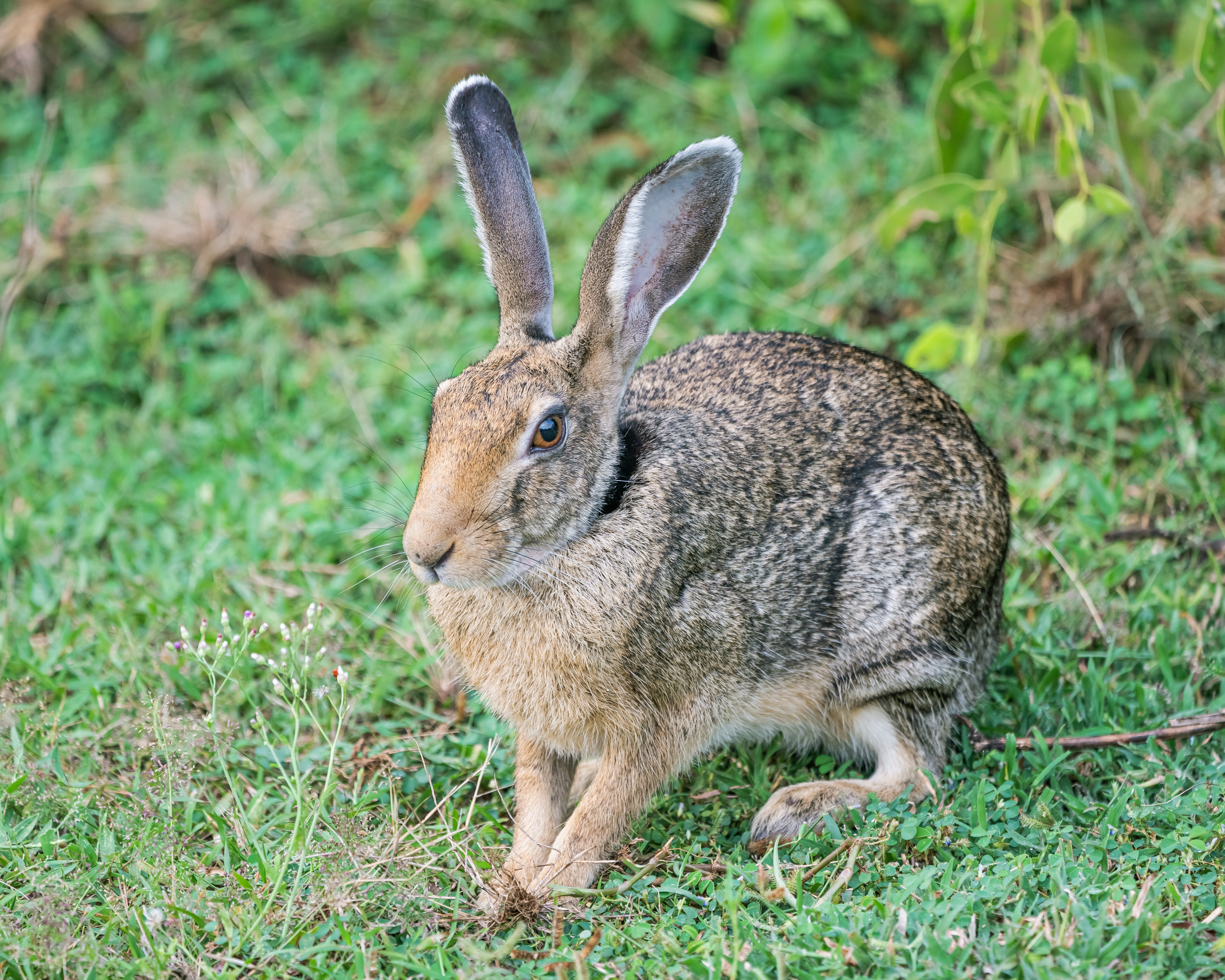
okaz ze Sri Lanki

### Rozród
Okres godowy trwa przez cały rok i przez cały rok spotykane są także ciężarne samice. Najwyższy wskaźnik śmiertelności występuje w porze deszczowej i monsunowej. Samice rodzą od jednego do czterech, a rzadko więcej, potomstwa w miocie. 

## Ochrona
Zające czarnoszyje w Indiach są zabijane jako zwierzyna łowna i łapane w sidła lub sieci przez mieszkańców wiosek, aby zapobiec szkodom w uprawach. Wiele z nich zostało wcześniej zabitych przez drapieżniki; jednakże w Indiach liczebność drapieżników maleje wraz ze wzrostem populacji ludzkiej, więc ogólnie rzecz biorąc, środowisko dla zajęcy prawdopodobnie się poprawia. Ghose (1971) wskazuje, że wiele zajęcy żyje w pobliżu siedzib ludzkich. W latach 80. XX wieku pojawiła się sugestia na podstawie dowodów kopalnych, że osobniki na Jawie mogą być endemiczne. Wyrażono pilną potrzebę badań taksonomicznych i historycznych, aby wyjaśnić status gatunku na Jawie, zanim wyginie.